# 의창지
의창지(宜昌枳, 학명: Citrus cavaleriei 키트루스 카발레리에이[*])는 운향과의 과일 나무(상록 관목 또는 소교목)이다. 원산지는 중국 남부와 베트남 북부이다.
"의창지"라는 이름은 중국 후베이성의 도시인 이창(宜昌, 한국 한자음: 의창)의 이름과 "탱자"를 뜻하는 한자 "지(枳)"를 붙인 말이지만, 의창지는 탱자나무와 다른 종이다. (학자에 따라서 다른 속에 속하는 것으로 보기도 한다.) 중국에서는 "이창청(중국어: 宜昌橙, 한자음: 의창등)"이라 부르는데, 이 때 "청(橙, 등)"은 "오렌지"를 뜻한다. 스윙글 체계에서는 파페다아속으로 분류했으며, 따라서 영어권에서는 의창지를 "이창 파페다(ichang papeda)"라 부르기도 한다.

## 사진

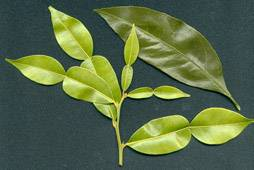
잎
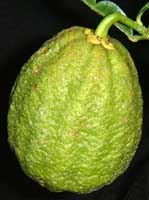
열매